# Mosbach (Badenia-Wirtembergia)
Mosbach – miasto powiatowe w Niemczech, w kraju związkowym Badenia-Wirtembergia, w rejencji Karlsruhe, w regionie Rhein-Neckar, siedziba powiatu Neckar-Odenwald, oraz wspólnoty administracyjnej Mosbach. Leży nad Neckar, ok. 50 km na południowy wschód od Mannheim, przy drogach krajowych B37, B292 i linii kolejowej Stuttgart-Heilbronn-Mannheim.

## Osoby urodzone w Mosbach
- Karlheinz Förster, piłkarz
- Bernd Förster, piłkarz

## Współpraca
Miejscowości partnerskie:
- Château-Thierry, Francja
- Finike, Turcja
- Lymington, Wielka Brytania
- Pesthidegkút – dzielnica Budapesztu, Węgry
- Pößneck, Turyngia

## Galeria

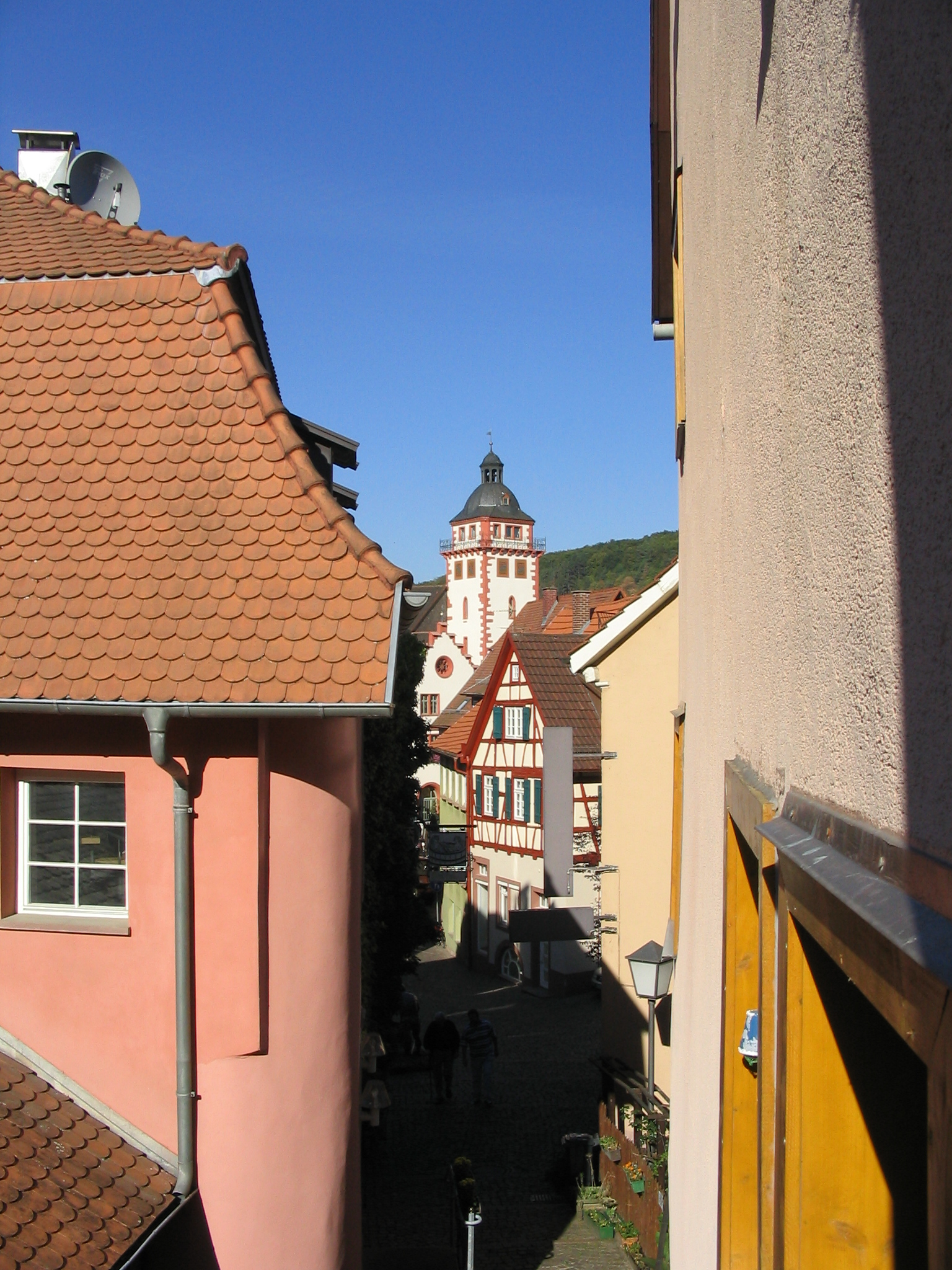
Mosbach
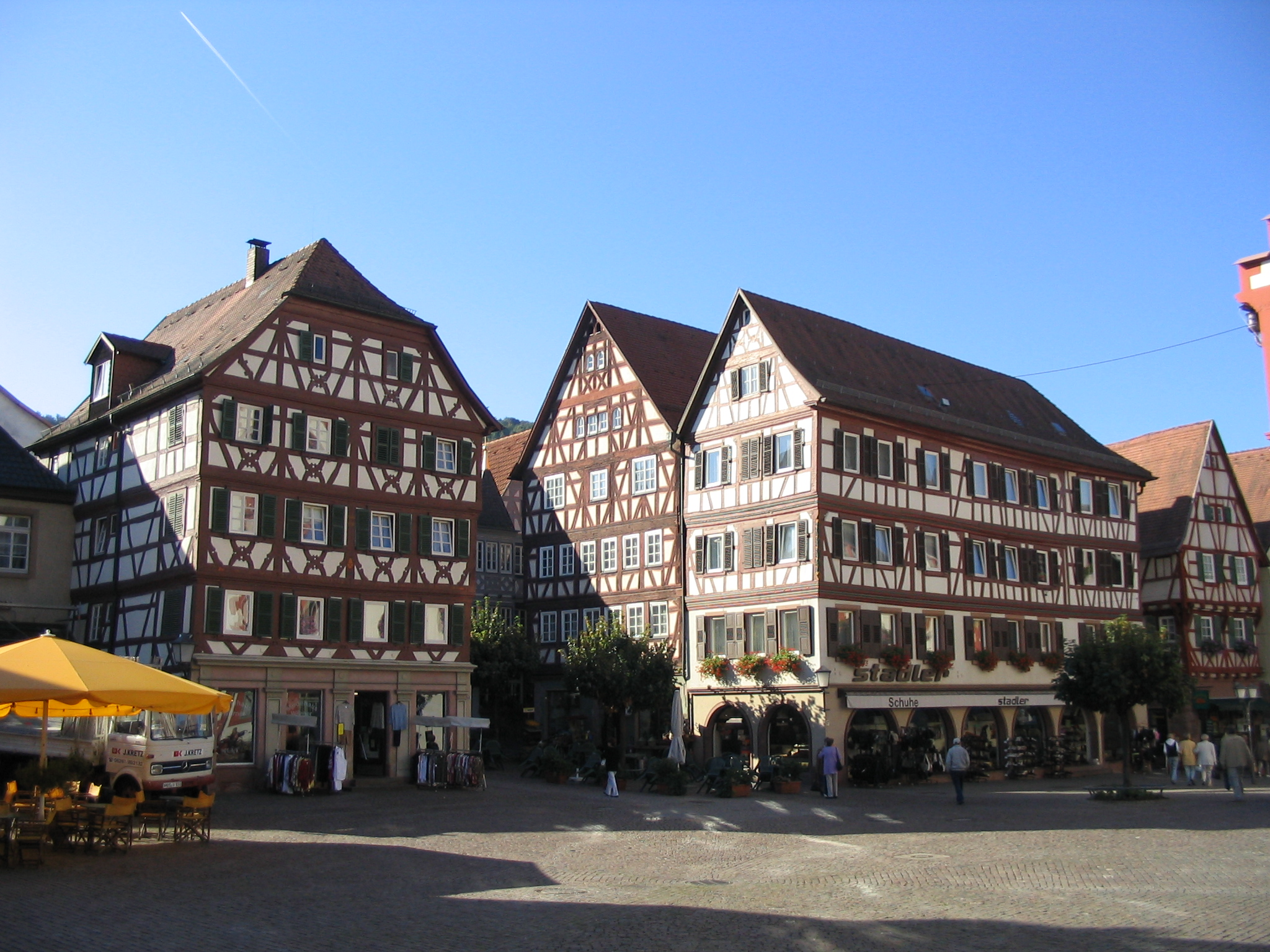
Rynek
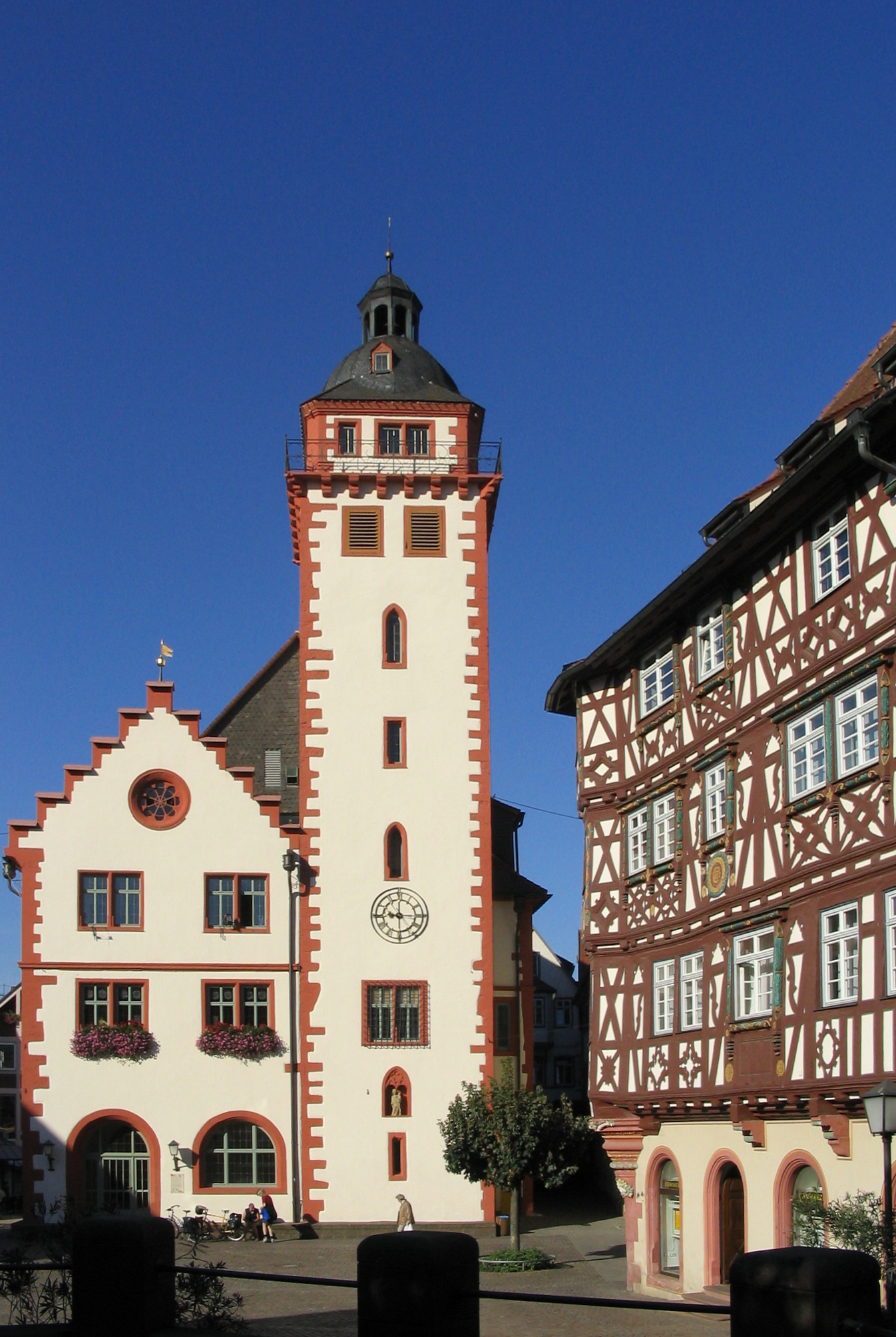
Ratusz